# شیربرات
شیربرات، روستایی از توابع بخش شیرین‌سو شهرستان کبودرآهنگ در استان همدان ایران است.

## جمعیت
این روستا در دهستان شیرین‌سو قرار دارد و براساس سرشماری مرکز آمار ایران در سال ۱۳۹۵، جمعیت آن ۲۰۲ نفر (۵۷خانوار) بوده‌است.